# Zenith Motorcycles
Pour les articles homonymes, voir Zenith.
Zenith Motorcycles est une marque de motos britannique établi dans Finsbury Park à Londres en 1904. 

## Historique
Les motos Zenith ont utilisé des moteurs de différents fournisseurs, y compris ceux de Precision, Villiers and JAP.

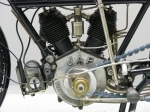
La poulie Gradua

Sous le contrôle de l'ingénieur en chef Frédéric "Freddy" Barnes, Zenith a développé la vitesse « Gradua », une poulie variable qui ajuste la longueur de la courroie d'entraînement en faisant glisser la flasque de la poulie latéralement pour modifier son diamètre. Cela a donné un grand avantage à Zenith qui a été affligé par les compétiteurs de déloyal et de nombreux clubs ont interdit les Zénith Gradua, qui a conduit Zénith à tout simplement inclure le mot « Barred » (« barré ») dans son logo de marque.
Dans les années 1930, Zenith est frappé par des moments difficiles au cours de la Grande Dépression et a dû arrêter sa production, mais le nom a été acheté par des écrivains de Kennington, qui avaient été l'un de leurs principaux concessionnaires, et la production redémarre dans une usine de Hampton Court dans le Surrey. 
La Seconde Guerre mondiale a fait arrêter la production de nouveau, mais Zenith a réussi à stocker suffisamment de moteurs JAP de 750 cm3 pour relancer la production après la guerre. JAP avait cessé entre-temps sa production, donc une fois que le dernier moteur en stock a été utilisé, c'était la fin pour Zenith et ils ont finalement fermé en 1950.

## Modèles
| Modèle                    | Année | Notes                                                      |
| ------------------------- | ----- | ---------------------------------------------------------- |
| Zenith Gradua 770 cm3     | 1912  | courroie de transmission variable "Gradua"                 |
| Zenith Gradua 680 cm3     | 1918  | Moteur 2 cylindres J.A.P.                                  |
| Zenith twin               | 1922  | Moteur Bradshaw opposé horizontalement, refroidi par huile |
| Zenith "Brooklands".      | 1923  | Moteur J.A.P. de 344 cm3                                   |
| Zenith 346 cm3            | 1924  | Moteur J.A.P.                                              |
| Zenith 680 cm3            | 1926  | Moteur à soupapes latérales J.A.P.                         |
| Zenith C5 Special 500 cm3 | 1936  |                                                            |
| Zenith 750 cm3            | 1948  | Moteur J.A.P.                                              |

## Galerie

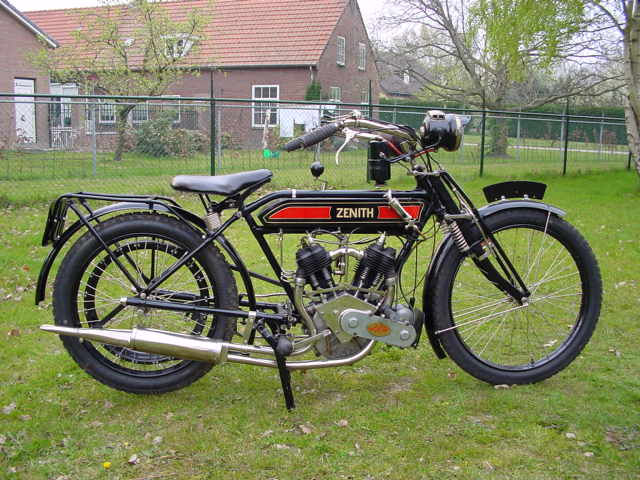
Zenith Gradua (1912)